# Tomasz Bandrowski
Tomasz Bandrowski (ur. 18 września 1984 w Pyskowicach) – polski piłkarz grający na pozycji pomocnika, wychowanek Gwarka Zabrze.

## Kariera klubowa
Wychował się miejscowości Pawłowiczki w województwie opolskim niedaleko Kędzierzyna-Koźla. Zaczynał karierę w miejscowym klubie LZS Zryw Pawłowiczki. Występował także w zabrzańskim Gwarku. Następnie przeszedł do Energie Cottbus, z którym w sezonie 2005/2006 awansował do Bundesligi i rozegrał w niej 21 meczów. Na wiosnę 2008 roku został wypożyczony do Lecha Poznań. Po udanej rundzie w jego wykonaniu, został wykupiony definitywnie i w maju 2009 roku sięgnął z nim po puchar Polski, zaś w lipcu po Superpuchar.
26 stycznia 2012 Bandrowski podpisał kontrakt z Jagiellonią Białystok obowiązujący do 30 czerwca 2012. Kontrakt był przedłużany o rok – do czerwca 2013, a następnie o kolejny – do 30 czerwca 2014. Po sezonie 2013/14 zawodnik nie doszedł do porozumienia co do dalszej współpracy z klubem ze stolicy Podlasia i opuścił Jagiellonię, w której rozegrał 37 spotkań ligowych.

## Kariera reprezentacyjna
6 września 2008 zadebiutował w reprezentacji Polski, zmieniając w przerwie Rafała Murawskiego w meczu eliminacji Mistrzostw Świata ze Słowenią. W kadrze rozegrał siedem spotkań.
| Mecze i gole w reprezentacji | Mecze i gole w reprezentacji | Mecze i gole w reprezentacji | Mecze i gole w reprezentacji | Mecze i gole w reprezentacji | Mecze i gole w reprezentacji | Mecze i gole w reprezentacji |
| #                            | Data                         | Miasto                       | Przeciwnik                   | Gol                          | Wynik                        | Rozgrywki                    |
| ---------------------------- | ---------------------------- | ---------------------------- | ---------------------------- | ---------------------------- | ---------------------------- | ---------------------------- |
| 1.                           | 06.09.2008                   | Wrocław                      | Słowenia                     |                              | 1:1                          | elim. MŚ 2010                |
| 2.                           | 28.03.2009                   | Belfast                      | Irlandia Północna            |                              | 2:3                          | elim. MŚ 2010                |
| 3.                           | 09.06.2009                   | Kapsztad                     | Irak                         |                              | 1:1                          | towarzyski                   |
| 4.                           | 17.01.2010                   | Nakhon Ratchasima            | Dania                        |                              | 1:3                          | PKT 2010                     |
| 5.                           | 20.01.2010                   | Nakhon Ratchasima            | Tajlandia                    |                              | 3:1                          | PKT 2010                     |
| 6.                           | 23.01.2010                   | Nakhon Ratchasima            | Singapur                     |                              | 6:1                          | PKT 2010                     |
| 7.                           | 04.09.2010                   | Łódź                         | Ukraina                      |                              | 1:1                          | towarzyski                   |

## Sukcesy
Drużynowe z Lechem Poznań
- Mistrzostwo Polski (1): 2009/10
- Puchar Polski (1): 2008/09
- Superpuchar Polski (1): 2009